# ارغونیان
ارغونیان یک دودمان ترکی-مغولی بود که برای چند دهه بین سال‌های ۱۵۲۰ و ۱۵۹۱ بر مناطقی که امروزه در سند، پاکستان و جنوب افغانستان قرار دارد، حکومت کرد. ارغونیان مدعی بودند که نسلشان به ارغون خان، خان ایلخانی می‌رسد.